# قرة قانلو (ميانة)
قرة قانلو هي قرية في مقاطعة ميانة، إيران. عدد سكان هذه القرية هو 94 في سنة 2006.